# Dix-Huit Montagnes
Dix-Huit Montagnes – nieistniejący region Wybrzeża Kości Słoniowej. Funkcjonował w latach 1997–2011. Stolicą było miasto Man. Populacja w 2000 roku wynosiła 936 510 osób.

## Podział administracyjny
Początkowo Dix-Huit Montgnes dzielił się na 9 departamentów. W 2000 roku trzy z nich – Duékoué, Guiglo i Toulépleu zostały wydzielone do nowo utworzonego regionu Moyen-Cavally. Pozostałe sześć departamentów to: Bangolo, Biankouma, Danané, Kouibly, Man i Zouan-Hounien.

## Likwidacja
Region został zlikwidowany w ramach ustawy z 2011 roku, która zniosła regiony jako jednostki pierwszego rzędu, zamiast nich tworząc dystrykty. Obszar wcześniejszego dystryktu Dix-Huit Montagnes (przed wydzieleniem Moyen-Cavally) pokrywa się z powierzchnią dzisiejszego dystryktu Montagnes.